# Orcus
(90482) Orcus is een object dat in februari 2004 ontdekt werd in de Kuipergordel, op zo'n 13 miljard km (45 AE) van de aarde. Orcus is geclassificeerd als planetoïde, maar voldoet zeer waarschijnlijk aan de criteria van een dwergplaneet. Orcus heeft ten minste één maan, Vanth, die in 2005 werd ontdekt.
De voorlopige aanduiding van deze planetoïde was 2004 DW. De naam 'Orcus' is afkomstig uit het Etruskisch en is gekozen om de relatie aan te geven met Pluto. Ook de naam van de maan, Vanth, heeft een Etruskische oorsprong. Orcus maakt dan ook deel uit van de plutino's, een groep objecten in de Kuipergordel met vergelijkbare baankarakteristieken. Belangrijkste kenmerk daarvan is dat de baan van deze objecten wordt gedomineerd door de planeet Neptunus.

## Ontdekking
De vondst van dit object werd op 17 februari 2004 gedaan met de Palomar QUEST camera en de Samuel Oschintelescoop op Mount Palomar, door een team van het California Institute of Technology onder leiding van Michael Brown. De vondst werd pas op 15 maart bekendgemaakt door de NASA, na bevestiging door de Hubble ruimtetelescoop. In de aanloop naar de bekendmaking werd 2004 DW in de pers verward met Sedna, een planetoïde die kort daarvoor door dezelfde onderzoeksgroep werd ontdekt. Eind 2004 heeft 2004 DW de definitieve naam Orcus gekregen.